# Cal Valentí (Guissona)
Cal Valentí és una casa modernista de Guissona (Segarra) inclosa a l'Inventari del Patrimoni Arquitectònic de Catalunya.

## Descripció
Edifici modernista de tres plantes amb golfa.
A la planta baixa, una obertura d'arc escarser envoltat per grans carreus de pedra. La porta és de fusta i presenta una decoració floral amb forja. La resta del parament és de pedra i està disposat amb franges horitzontals.
Al primer i segon pis, balcó amb baranes de forja i obertura rectangular amb una senzilla motllura.
A les golfes, una petita obertura rectangular, flanquejada per dos mènsules que sustenten la cornisa de l'edifici. El parament dels pisos superiors es troba arrebossat i pintat de blanc.